# Statek żelbetowy
Statek żelbetowy, statek betonowy, betonowiec - nawodna jednostka pływająca, której kadłub wykonany jest z żelbetu lub gazobetonu.